# Margaret Aitken
Margaret Aitken, död i augusti 1597, Fife, var en skotsk kvinna som avrättades för häxeri. Hon var den enskilt mest viktiga nyckelfiguren i den Den stora skotska häxjakten 1597. 
Hon åtalades och fälldes för häxeri i Fife i början av den stora skotska häxjakten i april 1597. För att undgå avrättning erbjöd hon sig i mars att agera vittne och kunna utpeka andra häxor genom att se osynliga märken i deras ögon, något som folktron uppgav att häxor kunde. Myndigheterna, däribland kungen, godkände hennes anhållan, och hon färdades sedan landet runt med häxmyndigheten och pekade ut häxor. Ett okänt antal, men troligen hundratals personer, avrättades under detta år. Hon påstod sig bland annat kunna peka ut ett sällskap av 2300 häxor i Atholl. I augusti 1597 diskvalificerades hon som vittne sedan några personer hon tidigare hade utpekat som häxor visades för henne en andra gång, och då av henne förklarades oskyldiga. Hon sändes tillbaka till Fife där hennes dom gick i verkställighet. Före sin avrättning drog hon tillbaka sitt vittnesmål om både sig själv och andra. 